# Проспект Раевского
Проспект Рае́вского — улица в Санкт-Петербурге, идущая от Яшумова переулка до дома 51 по Светлановскому проспекту. Параллелен улице Вернадского. К проспекту примыкает Зелёная улица.

## История
Проспект Раевского (очень часто ошибочно называемый проездом Раевского) сформировался на местности в конце XIX — начале XX века, в ближайшем  на тот момент пригороде Петербурга, на землях, принадлежащих крупному землевладельцу и предпринимателю, купцу первой гильдии М. Э. Сегалю. Ныне это территория исторического района Сосновка. Во имя и на землях этого предпринимателя были названы несколько улиц и проспектов в разных районах города, а также пригородов Петербурга. В настоящее время в городе сохранилось наименование Сега́левой улицы (находится между Новоорловской и Чистяковской улицами) в Озерках (Приморский район). О стиле ведения предпринимательской деятельности Сегаля говорят его современники:
Некто Сегаль скупал по дешевке вокруг Петербурга земельные участки, дробил их на мелкие, продавал в кредит, также в кредит строил дома и дачи, облагая должников большими процентами. Почти во всех дачных местах и пригородах были «проспекты Сегаля». То же самое и в Лигове. Главная улица — от станции до шоссе — называлась «проспект Сегаля». Мелкие чиновники и служащие, кустари, рабочие — вот кто составлял главную массу населения этого поселка зимой и летом. Недалекое расстояние от Петербурга, оживленное движение поездов, дешевизна квартир и дач привлекали сюда обывателя; поселок быстро рос. Были дачники из малоимущих людей, для которых платить за квартиру и за дачу было тяжело. Поэтому они бросали городскую квартиру, уезжали весной со всем скарбом на дачу, а осенью, возвращаясь, нанимали новую квартиру. Это было довольно распространённым явлением.
В районе нынешнего проспекта Раевского в начале XX века улично-дорожная была не развита; по сути, существовали широкие, на начало века даже не мощёные, грунтовые дорожки среди малоэтажной деревянной (и, редко, кирпичной) застройки, типичной для пригорода Санкт-Петербурга того времени. Одной из такой дорожек в 1909 году суждено было стать проспектом Сегаля — в честь предпринимателя, имевшего в этой части Петербурга обширный земельный участок. В несохранившемся до наших дней доме под номером 5 на образованном проспекте существовал филиал его конторы по продаже земельных участков (центральная контора находилась по адресу Невский проспект, дом 45).

## Переименование
В июне 1924 года при испытаниях погиб профессор Политехнического института, располагавшегося неподалёку, учёный, талантливый механик и конструктор серии паровозов, принимавший с инженером Я. К. Гаккелем участие в создании одного из первых в мире тепловозов, имевших практическое хозяйственное значение — Щэл1 (наряду с тепловозом системы инженера Ломоносова — Ээл2, разрабатывавшемся в это же время), — Александр Сергеевич Раевский. В начале 1925 года городская Комиссия по наименованиям приняла решение об увековечении памяти талантливого конструктора, и предложила переименовать проспект Сегаля в Раевскую улицу. Её предложение не было утверждено городскими властями, но тем не менее принято к исполнению Выборгским райсоветом, и 10 апреля 1925 года переименование состоялось. Фактически по аналогии с предыдущим, установилось наименование — проспект Раевского.

## Здания
- Дом 12 — «точечный» девятиэтажный дом, 1965 год, типовой проект (серия 1-528кп40) архитекторов Н. Н. Надёжина и В. М. Фромзеля.
- Дом 14 — спортивная школа по лёгкой атлетике и фехтованию (отделение фехтования: рапира, шпага, сабля), типовой проект 1936 года архитекторов Л. Е. Асса и А. С. Гинцберга с пристроенным в послевоенное время спортзалом (до 1976 г. функционировала как общеобразовательная школа № 103)[5][6].

Это самый узкий проспект в Петербурге[уточнить]. На большей своей части не имеющий асфальтового покрытия; по сути — пешеходная дорожка внутри жилого квартала.
Путают местоположение проспекта: за него принимают безымянный проезд западнее к Ольгинскому пруду, проходящий около манежа спорткомплекса Легкоатлетической школы высшего спортивного мастерства имени В. И. Алексеева, и выходящего к светофору на Светлановском проспекте. На это есть объективные причины — на нём есть  асфальтовое покрытие в сравнении с оригиналом. 7 октября 2014 года безымянный проезд был назван улицей Вернадского.